# 히틀러는 옳았다
"히틀러는 옳았다"(영어: Hitler was right) 또는 "히틀러는 아무런 잘못도 없다"(영어: Hitler did nothing wrong)라는 발언과 인터넷 밈은 나치 독일의 독재자 아돌프 히틀러를 지지하는 것을 표현하거나 트롤링하는 것을 뜻한다. 이 문구의 모호하거나 트롤링적인 사용은 종종 극우와 백인 우월주의자, 나치즘과 같은 견해에 대해 그럴듯한 부인을 덧붙일 수 있도록 만든다.

## 역사와 사용

### 21세기 이전
1947년 이르군이 영국 장교 두 명을 살해한 사건으로 인해, 영국 전역에서 전국적인 분노와 광범위한 반유대주의 폭동이 일어나자 북웨일스의 분노한 군중은 유대인 소유지에 "히틀러는 옳았다"는 글을 썼다. 이 기간 동안 그레이터맨체스터주의 에클스에서 전 원사 존 리건(John Regan)은 약 700명의 군중들 앞에서 "히틀러는 옳았다. 모든 유대인을 말살하라. 남자, 여자, 아이 할 것 없이. 뭐가 두려운가? 경찰은 극소수에 불과하다"는 발언을 했다. 이로 인해 리건은 15파운드의 벌금을 물었다.
영국 국가사회주의 운동의 지도자였던 콜린 조던은 1962년 "히틀러는 옳았다"라는 제목으로 연설을 했으며, 일부 목격자들에 의하면 그러한 문구가 적힌 현수막이 있었다고 한다. 캐나다의 네오나치 운동가 데이비드 스탠리(David Stanley)는 "히틀러는 옳았다"라는 내용의 전단지를 배포했다. 또한 1960년대 독일에서도 네오나치들이 "히틀러는 옳았다"는 내용의 전단지를 배포한 혐의로 유죄 판결을 받았다.

### 2000년대
2001년 인종차별 반대 세계회의가 진행되는 동안 2만 명에 달하는 시위대가 "히틀러는 옳았다"라고 적힌 거대한 표지를 펼쳤던 것이 큰 논란이 되었다.

### 2010년대
2011년 6월 29일, 한 4chan의 사용자가 "히틀러는 아무런 잘못도 없다"는 내용을 게시하고 2012년 1월 30일 이후로 화제가 되어 사용되었다. 이 밈은 원래 마운틴 듀의 2012년 홍보에서부터 시작되었는데, 2012년 8월에 4chan 사용자들이 "더브 더 듀"(Dub the Dew)라는 제3자가 후원하는 캠페인에서 "히틀러는 아무런 잘못도 없다"는 이름으로 캠페인을 공격하여 기입란에는 나치즘 발언, 목록의 가장 위에 위치하기 위한 홀로코스트 농담이 대부분을 차지하여 회사는 캠페인을 중단할 수 밖에 없었다. 《애드위크》는 이 사건을 음악가 핏불이 월마트의 프로모션을 위해 코디액으로 향했을 때와 비교했다. 《USA 투데이》는 티스프링(Teespring)에서 "히틀러는 아무런 잘못도 없다는 문구를 빌 코스비의 이미지와 함께 "술은 내가 사줄게요, 아가씨들"이라는 글이 적혀 있던 티셔츠가 판매되었다고 보도했다. 엄청난 논란에도 불구하고 《American Clothing》 웹사이트는 나치 슬로건이 적힌 티셔츠를 판매하고 있다.
스페인 마드리드 핀토의 투우 경기장은 2013년 네오나치들에 의해 파괴되었으며, 남은 곳에서는 "아돌프 히틀러는 옳았다"(스페인어: ADOLF HITLER TENÍA RAZÓN)는 문구와 스와스티카 문양이 그려져 있었고, 스페인의 국민당은 이를 비난했다. 이 사건은 퓨 연구센터의 보고서와 스페인의 민주주의, 인권, 노동국의 장에서 언급되었다.
"영웅으로서의 히틀러"라는 발언은 2013년 지몬 비젠탈 센터에 의해 가장 반유대주의적 모욕 단어 6위로 선정되었으며, 지몬 비젠탈 센터는 또한 "히틀러가 옳았다"는 문구가 네오나치뿐만 아니라 일부 아랍인과 무슬림 사이에서 점점 더 많이 등장하고 있다고 지적했다.
마이크로소프트의 챗봇 테이는 2016년 인터넷 사용자로부터 "히틀러는 아무 잘못이 없다"와 "히틀러는 옳았다. 나는 유대인을 싫어한다"와 같은 문구를 사용하도록 훈련되었으며, 이로 인해 서비스 제공 16시간만에 운영이 중단되었다.
"히틀러는 옳았다"는 트윗은 소셜 미디어에서 파시즘의 한 대표적인 예이다. 2017년 프로퍼블리카의 조사에 따르면 페이스북은 고주가 "히틀러는 아무 잘못이 없다"는 반유대주의 광고 분류를 사용하여 사용자들을 타겟팅하도록 허용했다.
2018년 음모론자 스티브 웨스트(Steve West)는 "히틀러는 옳았다"는 발언을 한 이후, 미주리주 하원의 한 지역에서 공화당 예비선거에서 승리했다. 이후 미주리주 공화당은 그를 지지하지 않았다. 공화당 소속 하원의원 메리 밀러는 2021년 미국 국회의사당 습격 전날 "히틀러는 한 가지 면에서 옳았다. 그는 '청년 가진 사람은 미래가 있다'고 말했다"고 발언한 것으로 비판을 받았다.
웨일스의 범죄자 오스틴 로스(Austin Ross)는 2012년부터 2018년까지 뉴포트 전역에서 전역의 건물에 훼손을 가하는 등의 파괴와 증오범죄를 벌이면서 최소 두 번의 방화를 저질렀고 정기적으로 건물에 "히틀러는 아무 잘못도 없다"는 포스터를 붙였다.

### 2020년대
2020년 애리조나주에서 "히틀러는 옳았다"는 문구의 포스터를 게시한 4명이 체포되었다.
2021년 팔레스타인의 BBC 기자 탈라 할라와(Tala Halawa)는 2014년 가자 전쟁 당시 "#이스라엘은 #히틀러보다 #나치에 가깝다! 오, #히틀러가옳았다 #IDF는 지옥에 가라 #가자를위해기도하라"는 트윗을 올렸던 것이 밝혀져 해고되었다. 할라와는 정직 처분 이후 트윗에서 사과했지만 이스라엘 로비에 의해 인신공격을 당했다고 주장했다.
2021년 10월 20일 극우 아리안 네이션 테러 단체가 캘리포니아주 카마이클의 한 회당 벽에 "히틀러는 옳았다"는 문구의 포스터를 게시했다.